# گروه تانگستیل
گروه تانگستیل (انگلیسی: Tangsteel Group) شرکت دولتی فولاد چینی است، که در سال ۱۹۴۳ تأسیس شد.